# Gibárt
Gibárt község Borsod-Abaúj-Zemplén vármegyében, a Gönci járásban.

## Fekvése
Encstől 3 kilométerre keletre fekszik, a Hernád mentén; a folyó lényegében kettészeli a települést.
A várost leszámítva mindössze két települési szomszédja van: kelet felől Abaújkér, délnyugat felől pedig Hernádbűd; észak és dél felől is Abaújkérhez tartozó külterületek határolják.

### Megközelítése
Központjának északi részén áthalad a 39-es főút – amely a Hernád bal partján a Dózsa György út, a jobb parti településrészen a Kossuth út nevet viseli –, így ez a legfontosabb közúti megközelítési útvonala Encs és a 3-as főút, illetve Tokaj térsége felől is. Déli szomszédaival, Hernádbűddel és Perével a 3707-es út köti össze, utóbbi egyben a község déli részének főutcája is, Széchenyi utca néven.

## Története
A környék már a 4. században is lakott volt. E korból származnak a Hernádbűd és Gibárt határában talált tárgyak: vaskard, vaskés, kardok és lándzsa.
Neve az oklevelekben 1290-ben tűnik fel először, Gybart néven, amikor a Berzevicziek elődei a szepesi Rycolf fiai, Kolos, János és Rycolf osztozkodtak rajta.
1315-ben Rykolph fia Kokos mester és Kércsi Lang birtokának írták, és határát is megjáratták. 1316-ban Kokos cserébe adta e birtokát Langnak és testvérének Sáros vármegyei birtokért.
A falu életét a Hernád közelsége határozta meg. A Gibárt feletti 1952-es gátszakadás súlyos következményekkel járt.
Gibárt 1984 és 2006 között Encs része volt. A köztársasági elnök 2003-ban hozott határozata alapján 2006. október 1-jétől ismét önálló község.

## Közélete

### Polgármesterei
| Terminus  | Név             | Jelölő szervezet | Megjegyzés                          |
| --------- | --------------- | ---------------- | ----------------------------------- |
| 2006–2010 | Matkovics Lajos | független        |                                     |
| 2010–2014 | Matkovics Lajos | független        |                                     |
| 2014–2019 | Soltész István  | független        |                                     |
| 2019–2024 | Soltész István  | Fidesz-KDNP      |                                     |
| 2024–2024 | Soltész István  | független        | hivatalában elhunyt                 |
| 2025–     | Babik Adrienn   | független        | időközi választás: 2025. március 9. |

A településen 2025. március 9-én időközi polgármester-választást kellett tartani, mert az előző településvezető, Soltész István 2024. november 24-én vagy az azt megelőző napok egyikén elhunyt.

## Népesség
A település népességének változása:
| Lakosok száma | 340  | 325  | 318  | 333  | 334  | 331  | 334  |
|               | 2013 | 2014 | 2015 | 2021 | 2022 | 2023 | 2024 |

A 2001-es népszámlálás adatai szerint a településnek csak magyar lakossága volt.
A 2011-es népszámlálás során a lakosok 83%-a magyarnak, 0,8% cigánynak, 0,6% németnek, 0,3% örménynek, 0,3% szlováknak mondta magát (17% nem válaszolt; a kettős identitások miatt a végösszeg nagyobb lehet 100%-nál). A vallási megoszlás a következő volt: római katolikus 41,3%, református 25,4%, görögkatolikus 2%, evangélikus 0,8%, felekezeten kívüli 2,8% (27,4% nem válaszolt).
2022-ben a lakosság 94,3%-a vallotta magát magyarnak, 0,6% szlováknak, 0,3% görögnek, 4,5% egyéb, nem hazai nemzetiségűnek (5,7% nem nyilatkozott; a kettős identitások miatt a végösszeg nagyobb lehet 100%-nál). Vallásuk szerint 26% volt római katolikus, 28,4% református, 2,1% görög katolikus, 0,3% egyéb keresztény, 1,5% evangélikus, 2,1% felekezeten kívüli (38,6% nem válaszolt).

## Nevezetességei

### A törpe vízerőmű
A Hernád folyón épült gibárti erőmű az ország egyik első vízerőműve volt: 1901-ben tervezték, 1902-ben építették és 1903-ban adták át. Géptermébe eredetileg két, egyenként 250 kW teljesítményű generátort helyeztek el. A 2019 és 2020 között végrehajtott felújítás során a komplett technológiai rendszert lecserélték, az új, korszerű turbinákkal az erőmű kapacitása közel 1 MW-ra növekedett. Tulajdonosa az ÉMÁSZ Nyrt.

### Mihály bácsi fája
Gibárttól északra a Hernád-völgyben, a folyót hajdan kísérő galériaerdők egyik ritka maradványában található ez a 20 méter magasságú, 7,5 méter törzskerületű, 250 éves nyárfa, amely a legenda szerint nevét arról az erdészről kapta, aki megmentette a kivágástól.
A településen áthalad az Országos Kéktúra.

## Díszpolgárai
- Bárczay János[14]